# جيمس بورتر (سياسي أمريكي)
جيمس بورتر (بالإنجليزية: James Porter)‏ هو قاضي ومحامي وسياسي أمريكي، ولد في 18 أبريل 1787 في ويليامزتاون في الولايات المتحدة، وتوفي في 7 فبراير 1839 في ألباني في الولايات المتحدة. حزبياً، نشط في الحزب الجمهوري الديمقراطي. وقد انتخب عضو مجلس النواب الأمريكي.